# 1888 год в музыке

## События
- 20 марта — в Малом театре театральной труппой Н. И. Шишкина была поставлена первая в мире оперетта «Чавэ адро вэша» («Дети лесов») на цыганском языке[1]
- 29 июня — сделана одна из старейших сохранившихся звукозаписей. Оратория Генделя «Израиль в Египте», исполнявшаяся хором из 4000 голосов на Генделевском фестивале в лондонском Хрустальном дворце, была записана на усовершенствованный фонограф Томаса Эдисона. Эта звукозапись, сделанная представителем Эдисона в Англии полковником Джорджем Гуро, считается старейшей из сохранившихся записей музыки, сделанных с целью дальнейшего воспроизведения. Также она считалась старейшей из сохранившихся записей музыки вообще, до момента цифрового восстановления фонавтограмм французского изобретателя Леона Скотта[2]

## Классическая музыка
- Иоганнес Брамс — соната для скрипки ре-минор, опус 108
- Хуго Вольф — песни на стихи Иоганна Вольфганга Гёте и Эдуарда Мёрике
- Эдвард Григ — Сцены из «Олафа Трюгвасона», для солистов, хора и оркестра, сочинение 50
- Клод Дебюсси — «Две арабески»
- Фредерик Делиус — симфоническая поэма «Гайавата»
- Густав Малер — цикл песен «Волшебный рог мальчика»
- Карл Нильсен — сюита для струнного оркестра
- Игнаций Ян Падеревский — Концерт для фортепиано ля-минор
- Йозеф Райнбергер — соната для органа № 12 ре-бемоль мажор, опус 154
- Макс Регер — струнный квартет ре-минор
- Николай Римский-Корсаков — сюита «Шехеразада»
- Артур Салливан — музыка к пьесе «Макбет» Шекспира
- Эрик Сати — «Три гимнопедии»
- Сезар Франк — симфоническая поэма «Психея»
- Пётр Чайковский — Симфония № 5; балет «Спящая красавица»
- Сесиль Шаминад — Концертштюк для фортепиано и оркестра; драматическая симфония с хорами «Амазонки»
- Рихард Штраус — симфоническая поэма «Макбет»

## Опера
- Карл Мария фон Вебер — «Три Пинто» (была завершена Густавом Малером)
- Жюль Массне — «Эсклармонда»
- Карел Мири — «La Napolitaine»
- Эмиль Пессар — «Тартарен в Альпах».
- Артур Салливан — «Йомены гвардии»

## Родились
- 23 января — Лед Белли (ум. 1949) — американский певец, музыкант и автор песен
- 6 февраля — Хейвен Гиллеспи (ум. 1975) — американский композитор и поэт-песенник
- 9 февраля — Эрнст Мехлих[нем.] (ум. 1977) — немецко-бразильский дирижёр и композитор
- 27 февраля — Лотта Леман (ум. 1976) — немецкая и американская оперная певица (сопрано)
- 10 мая — Макс Стайнер (ум. 1971) — американский кинокомпозитор
- 11 мая — Ирвинг Берлин (ум. 1989) — американский композитор
- 27 мая — Луи Дюрей (ум. 1979) — французский композитор
- 3 июня — Том Браун[англ.] (ум. 1958) — американский джазовый тромбонист
- 6 июня — Пит Уэндлинг[англ.] (ум. 1974) — американский композитор и пианист
- 16 июня — Бобби Кларк[англ.] (ум. 1960) — американский певец и комедиант
- 10 августа — Лаури Иконен (ум. 1966) — финский композитор
- 16 августа — Арманд Джей Пайрон[англ.] (ум. 1943) — американский джазовый скрипач и руководитель оркестра
- 1 сентября — Стоян Брашованов (ум. 1956) — болгарский музыковед, фольклорист, общественный деятель и педагог
- 12 сентября — Морис Шевалье (ум. 1972) — французский эстрадный певец и актёр
- 7 октября — Сесил Коулз[англ.] (ум. 1918) — шотландский композитор
- 28 декабря — Габриэль фон Вайдич (ум. 1969) — венгерский и американский композитор и дирижёр
- Хафиз Али Хан, индийский музыкант, композитор (умер в 1972).

## Скончались
- 5 января — Анри Герц (84) — французский пианист и композитор австрийского происхождения
- 14 января — Стефан Геллер (74) — венгерский композитор, пианист и педагог
- 7 февраля — Аврора фон Гакстгаузен (57) — шведская писательница, пианистка и композитор
- 22 февраля — Жан Дельфен Аляр (72) — французский скрипач и музыкальный педагог, автор учебника скрипичной игры
- 10 марта — Чиро Пинсути (59) — итальянский композитор
- 21 марта — Томас Герман Рид[англ.] (70) — британский композитор и театральный менеджер
- 29 марта — Шарль Валантен Алькан (74) — французский пианист и композитор
- 21 апреля — Юлиус Вайссенборн[нем.] (51) — немецкий фаготист и композитор
- 13 июня — Тимотео Пазини (58) — итальянский композитор, дирижёр и пианист
- 8 августа — Фридрих Вильгельм Йенс (79) — немецкий композитор и музыкальный педагог
- 31 августа — Бланш Коул[англ.] (37) — британская оперная певица (сопрано)
- 17 ноября — Якоб Донт (73) — австрийский скрипач, композитор и музыкальный педагог
- 2 декабря — Франц Ксавьер Витт[нем.] (54) — немецкий церковный музыкант и композитор
- 26 декабря — Альфред Вэнс[англ.] (48 или 49) — британский певец и комедиант